# 郗姓
郗姓是一個中文姓氏之一，在《百家姓》排名234名。

## 姓氏起源
出自姬姓，黃帝的後裔蘇忿生，在周武王時，官位至司寇，有清廉之聲名，其庶子受封於「郗邑」（今中國河南省泌陽縣），後人於是以「郗」為姓。

## 讀音
「郗」，拼音：，南京官话：，中古擬音：thrii，切。現今普通話字典普遍從俗從訛，採納半邊音xī。臺灣讀為「痴」。

## 郡望
- 山陽郡

## 延伸阅读
[在维基数据编辑]
 《百家姓》
 《欽定古今圖書集成·明倫彙編·氏族典·郗姓部》，出自陈梦雷《古今圖書集成》